# Kościół Świętej Trójcy w Rychwale
Kościół Świętej Trójcy w Rychwale – rzymskokatolicki kościół parafialny w mieście Rychwał, w powiecie konińskim, w województwie wielkopolskim. 

## Położenie i przynależność
Mieści się przy ulicy Kościelnej. Należy do dekanatu tuliszkowskiego.

## Historia
Świątynia wybudowana w 1476, przebudowana w 1574. Od osiemnastego stulecia była zrujnowana. Obecny wygląd uzyskała w latach 1790–1800. 

## Architektura
Jest to budowla jednonawowa, połączona z niższym i węższym prezbiterium. Ze starej budowli zachował się gotycki szczyt fasady. Kościół posiada trzy barokowe ołtarze, w głównym jest umieszczony obraz Matki Bożej Pocieszenia z osiemnastego stulecia. Do wyposażenia kościoła należą m.in.: gotycki krucyfiks z około 1400 i nagrobek renesansowy fundatora Gabriela Złotkowskiego, kasztelana krzywińskiego (zmarłego 1597). 

## Galeria

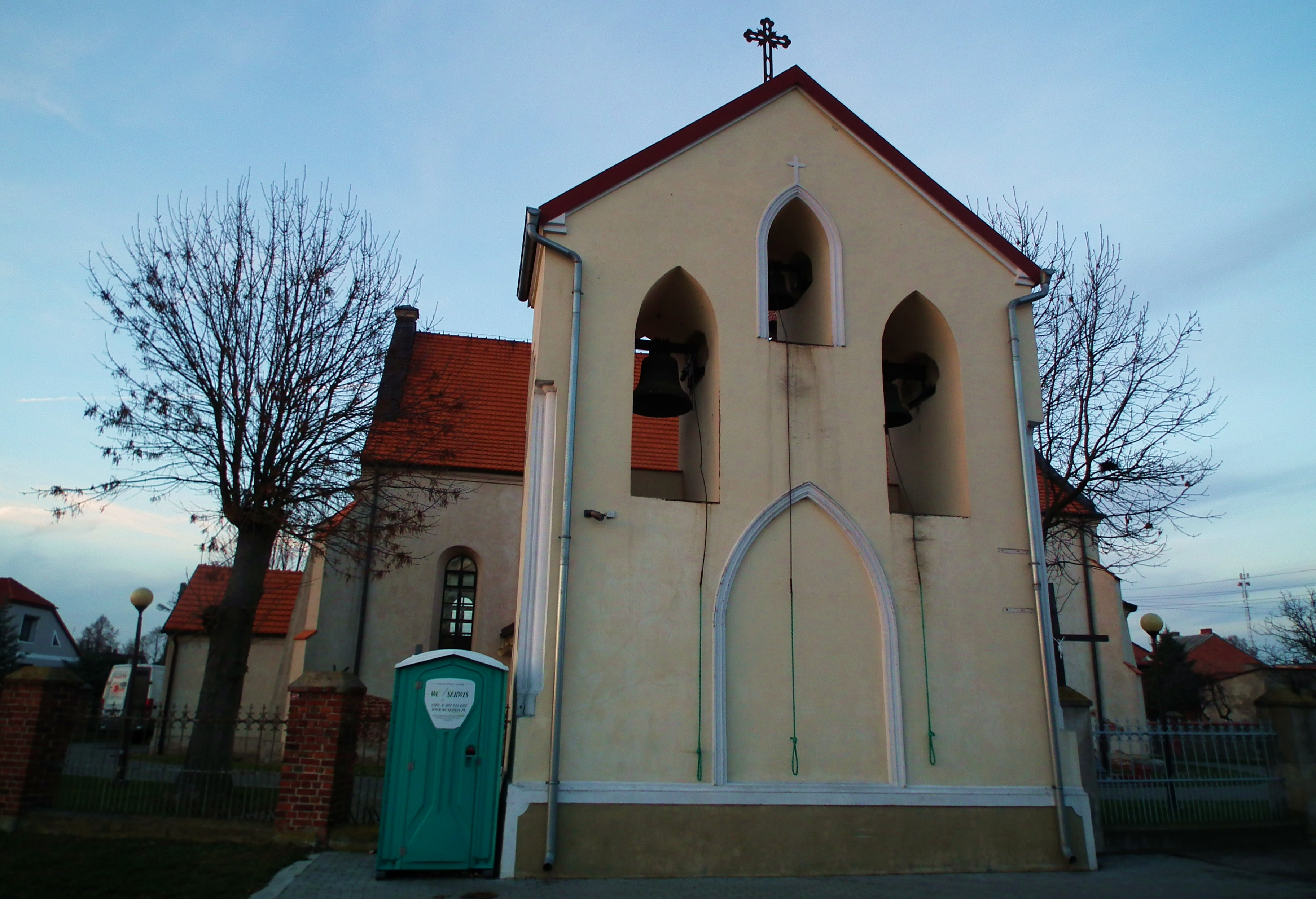
Dzwonnica
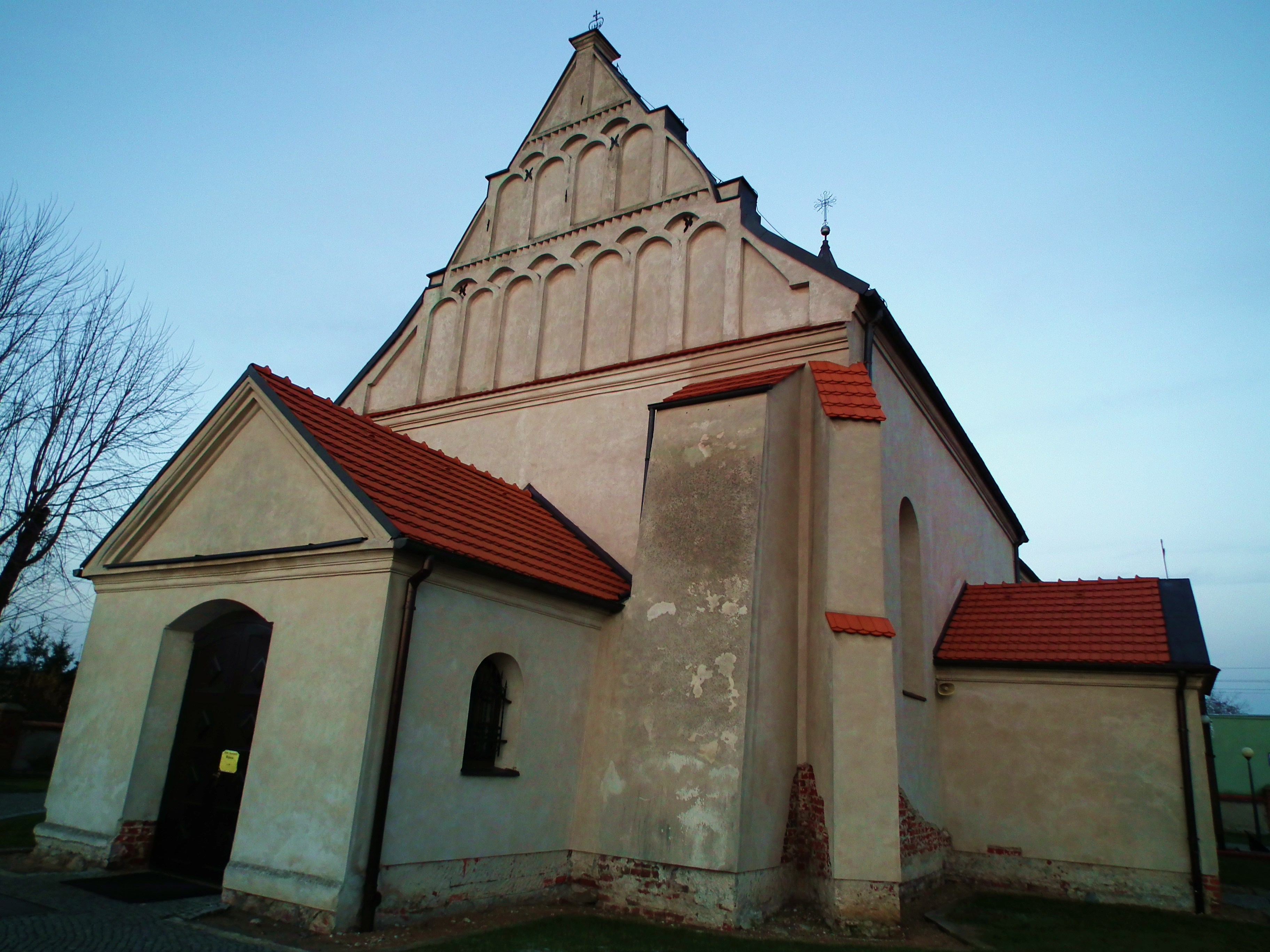
Szczyt
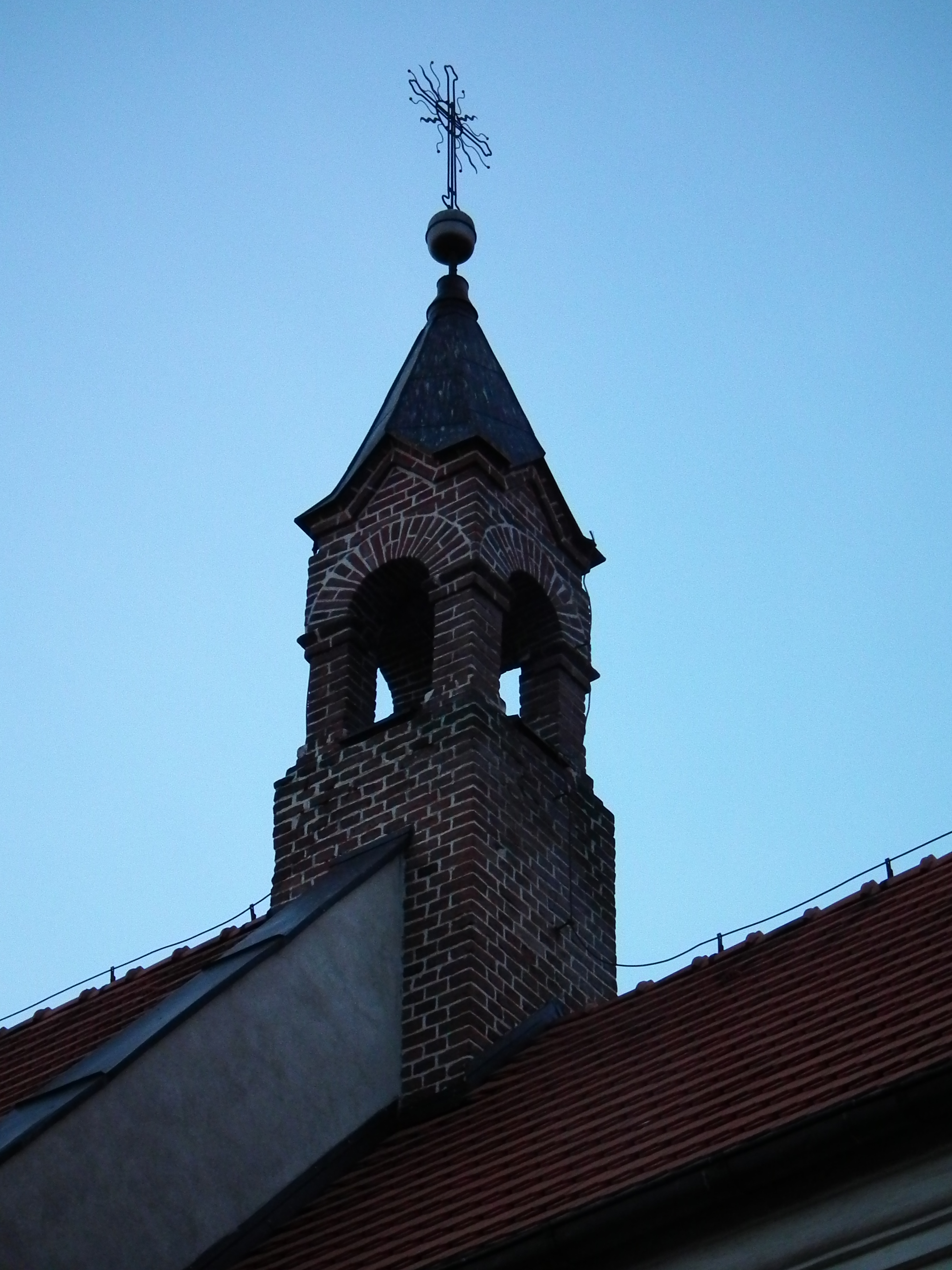
Sygnaturka